# Papiermolen bij de oude kerk
De watermolen Papiermolen bij de Oude kerk  is een voormalige papiermolen in Renkum uit de 18e eeuw die in gebruik is geweest als papiermolen. Het betreffende kerkje was een zogenaamde “koude kerk” doordat de pastorie zich bevond in het nabij gelegen Wageningen. Er was dan ook sprake van een schuurkerkje en het betrof geen groot gebouw.
De molen stond aan de Molenbeek (Renkum) tegenover de huidige begraafplaats Onder de Bomen en is in 1800 gesloopt.